# Вилхелмсбург (Западна Померанија)
Вилхелмсбург (њем. Wilhelmsburg) град је у њемачкој савезној држави Мекленбург-Западна Померанија. Једно је од 54 општинска средишта округа Икер-Рандов. Према процјени из 2010. у граду је живјело 894 становника. Посједује регионалну шифру (AGS) 13062062.

## Географски и демографски подаци
Вилхелмсбург се налази у савезној држави Мекленбург-Западна Померанија у округу Икер-Рандов. Град се налази на надморској висини од 11 метара. Површина општине износи 47,0 km². У самом граду је, према процјени из 2010. године, живјело 894 становника. Просјечна густина становништва износи 19 становника/km².